# Minimoog
Il minimoog è un sintetizzatore monofonico analogico inventato da Robert Moog. Fu messo in commercio nel 1970 dalla Moog Music, e fu uno dei primi sintetizzatori di prezzo accessibile (1500 $), leggeri, relativamente semplici da programmare e largamente disponibili sul mercato.

## Struttura
Il Minimoog aveva sei sorgenti di suono. Cinque di queste (tre oscillatori elettrici con forme d'onda selezionabili, un generatore di rumore, e una linea di input dall'esterno) passavano attraverso un mixer attraverso cui si poteva regolare indipendentemente il volume di ciascuna delle sorgenti. Il suono risultante veniva portato a un filtro e a un amplificatore, ciascuno dei quali aveva il proprio generatore di inviluppo ADSR. Il filtro stesso poteva essere fatto oscillare, e costituiva quindi una sesta sorgente sonora. Inoltre, il terzo oscillatore poteva essere usato come un oscillatore a bassa frequenza (LFO). Un secondo amplificatore, non raggiungibile dal pannello comandi, era collegato in serie al primo per gestire esclusivamente gli eventuali controlli di volume ricevuti dall'esterno.
Sulla fascia superiore del pannello comandi, dietro la striscia di legno che la decora, sono presenti quattro collegamenti per il controllo dello strumento da parte di apparecchiature esterne: un ingresso Switch Trigger (altrimenti denominato S-Trig) per il pilotaggio dei due inviluppi interni e tre ingressi di CV per il controllo di Oscillators, Filter ed Amplifier; questi ultimi regolano rispettivamente l'intonazione degli oscillatori, l'apertura del filtro ed il volume dell'amplificatore finale. 
Altre due prese a sei contatti, denominate Accessory, permettevano di alimentare eventuali apparecchiature Moog collegate al minimoog, ad esempio Ribbon Controller, Sample & Hold Module, Drum Controller.
Il minimoog può essere suonato usando la sua tastiera built-in (44 tasti), che include dischi per il controllo del tono ("bender") e della modulazione, o facendo entrare un segnale esterno e modificandolo con i generatori di inviluppo. Tali generatori iniziano un nuovo inviluppo solo quando l'ultimo tasto è stato sollevato e viene premuto il prossimo, una caratteristica importante per il fraseggio. La priorità di assegnazione delle note rispettata dalla tastiera del minimoog è del tipo definita "low note", ovvero il circuito privilegia la nota più bassa tra quelle eventualmente innescate simultaneamente; questo permette una serie di interessanti trucchi esecutivi ottenibili con la veloce ripetizione d'ottava. In tal proposito, uno dei maestri indiscussi del genere è il tastierista britannico Rick Wakeman, già facente parte degli Yes.
Le ruote di modulazione e pitch bend (letteralmente "inflessione dell'intonazione") furono una delle innovazioni più apprezzate dai musicisti della scena rock dei primi anni settanta. A differenza di dispositivi analoghi che si trovano oggi nei sintetizzatori digitali, i dischi non erano a molla; il tastierista doveva quindi riportarli nella posizione centrata a mano (nel caso del bender, per esempio, per ripristinare la tonalità originale dello strumento). Il bender era estremamente sensibile; in effetti, proprio a causa della sua natura analogica, si può dire che il più piccolo spostamento del disco corrispondeva a un proporzionale mutamento di tono. Di conseguenza, il disco si prestava a essere usato anche per effetti come un leggero vibrato.
Esattamente come il fratello maggiore Moog modular non possedeva sistemi di regolazione termica e l'intonazione era assolutamente instabile a causa della legge di Ebers-Moll da cui si ricava la termosensibilità delle giunzioni PN dei transistor destinati alla conversione logaritmica.

## Utilizzo
Il compositore jazz Sun Ra fu uno dei primi artisti a usare il minimoog, avendo ricevuto dallo stesso Moog nel 1969 un prototipo del Model B, versione seminale del futuro modello commerciale. Bernie Worrell, tastierista e compositore del gruppo Parliament/Funkadelic, fu uno degli esempi più incredibili nell'utilizzo di questo piccolo synth, soprattutto per i suoi caratteristici riff di synth bass. Worrell appare anche nel DVD dedicato al Minimoog. Molti usi del bender furono inizialmente sperimentati da Jan Hammer nel suo lavoro con la Mahavishnu Orchestra e con Jeff Beck (specialmente nell'album Wired). Molti tastieristi si ispirarono proprio alle tecniche di Hammer.
Nel panorama italiano, i primi ad utilizzarlo furono Flavio Premoli della PFM, Tony Pagliuca de Le Orme, il produttore Gian Piero Reverberi, Vittorio Nocenzi del Banco del Mutuo Soccorso, Roby Facchinetti dei Pooh e tutta una schiera di tastieristi che in quel periodo animarono la scena della musica italiana, arricchito dalle notevoli potenzialità timbriche di questo seminale strumento analogico.
Il minimoog fu molto apprezzato negli anni settanta e ottanta in contesti quali la musica elettronica, il p-funk di George Clinton, il progressive rock e altri. Fra gli artisti che usarono questo strumento in modo significativo si possono citare:
Artisti stranieri:
- Rick Wakeman, sia come solista che come tastierista degli Yes
- Judas Priest, nell’album Painkiller (non accreditato)
- Richard Wright dei Pink Floyd
- Keith Emerson degli Emerson, Lake & Palmer
- AIR
- Tangerine Dream
- Moog Cookbook
- Don Airey dei Rainbow, Ozzy Osbourne, Whitesnake, Deep Purple
- David Rosenthal dei Rainbow
- Jon Lord dei Deep Purple sull'album The House of Blue Light
- Kraftwerk principalmente dall'album Autobahn all'album Computerwelt
- Ultravox (usata come basso-synth in molte canzoni della band, specialmente dopo il 1980)
- Josef Zawinul
- Vangelis
- Jan Hammer con Mahavishnu Orchestra
- Gary Numan, col gruppo Tubeway Army negli album Replicas e The Pleasure Principle
- Geddy Lee dei Rush
- Chick Corea dei Return to Forever
- Tommy Mars e Peter Wolf, tastieristi di Frank Zappa
- Tom Coster con i Santana
- George Duke con Frank Zappa, Jean Luc Ponty e Billy Cobham
- Mark Mothersbaugh e Bob Casale dei Devo
- Captain & Tennille
- Jimmy Jam & Terry Lewis, tastieristi di Morris Day, Janet Jackson e Michael Jackson
- Sun Ra
- Jordan Rudess
- J Dilla

Artisti italiani:
- Vittorio Nocenzi del Banco del Mutuo Soccorso
- Lucio Battisti
- Federico Monti Arduini Il Guardiano del Faro
- Flavio Premoli della Premiata Forneria Marconi (è il suono del riff di "Impressioni di Settembre", di "È festa" e di molti altri brani della band)
- Tony Pagliuca de Le Orme
- Patrizio Fariselli degli Area
- Enrico Olivieri dei Metamorfosi
- Gianni Leone del Balletto di bronzo
- Giuseppe Banfi del Biglietto per l'Inferno
- Pietro Pellegrini degli Alphataurus
- Massimo Parretti degli Alusa Fallax
- Sergio Conte dei Jumbo
- Luciano Basso
- Claudio Simonetti
- Pit Corradi del Museo Rosenbach
- Maurizio Vergani dei Ricordi d'Infanzia
- Lio Marchi dei Garybaldi
- Massimo Roselli di Quella vecchia locanda
- Patrizio Alluminio degli Alluminogeni
- Roby Facchinetti dei Pooh
- Ghigo Renzulli dei Litfiba nell'album Insidia
- Piero Cassano e Mauro Sabbione, dei Matia Bazar
- Franco Battiato
- Pierluigi Giombini per Gazebo (cantante)
- Caparezza in "Minimoog" dell'album Prisoner 709
- Renato Zero in "Rh Negativo" dell'album EroZero

Il Minimoog è noto per produrre suoni di basso estremamente ricchi e potenti. Nonostante l'avvento dei sintetizzatori digitali, questo strumento è ancora oggi piuttosto richiesto e utilizzato nella musica rock, pop ed elettronica.

## Minimoog Voyager

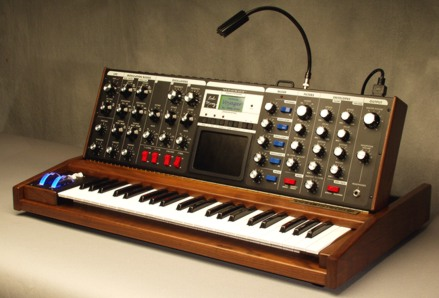
Minimoog Voyager

Nel novembre del 2001, la Moog Music annunciò una versione aggiornata del Minimoog. Il nuovo strumento doveva avere numerose funzionalità tipiche dei sintetizzatori moderni, ma al contempo conservare la notevole qualità del suono dell'originale. Nel 2002, annunciarono che il nuovo Minimoog si sarebbe chiamato "Minimoog Voyager".
Oltre alla circuiteria del Minimoog originale, il Voyager può memorizzare 128 impostazioni, possiede una touch pad per il controllo della modulazione, un LFO dedicato, due bus di modulazione (uno controllato col classico disco e uno con un pedale), due diversi generatori di inviluppo ADSR (uno per il filtro e uno per l'amplificatore), una tastiera pesata, e input/output MIDI, e altre migliorie volte a fornire una più grande libertà espressiva al musicista.
Le prime 600 unità del minimoog, con l'autografo di Robert Moog, furono vendute su prenotazione a un prezzo di 3.495 USD. L'edizione standard viene venduta tuttora a 2.995. Le finiture dello strumento sono disponibili in diverse qualità di legno.
Esiste inoltre una versione rack, il Voyager, la Rack Mount Edition (RME), senza tastiera e superficie di controllo tattile, che grazie alle apposte staffe rack ne consente l'installazione in 5UR.

## Dopo il Voyager
Dopo aver dismesso nel 2015 il Minimoog Voyager, la Moog Music ha reintrodotto una fedele replica del Model D degli anni '70, con in aggiunta l'input/output/thruput MIDI (mancante nel modello originale, ma presente nel Voyager), una tastiera sensibile al tocco e un LFO indipendente. Dopo solo un anno, tuttavia (2017) l'azienda lo ha dismesso, a favore dell'introduzione nel 2018 di un VST ufficiale per iPhone, iPad e iMac nell'App Store. Il Minimoog è tornato in vendita nel 2022 con una edizione aggiornata e migliorata, nota come Minimoog Model D 2022.